# Carsten Dworschak
Carsten Dworschak (* 1969/1970) ist ein ehemaliger deutscher Footballspieler.

## Leben
Dworschak stand von 1996 bis 2000 im Aufgebot der Hamburg Blue Devils. 1996 gewann er mit der Mannschaft die deutsche Meisterschaft, 1996, 1997 und 1998 zudem den Eurobowl. Der 1,93 Meter große Dworschak wurde in der Verteidigung eingesetzt.
Beruflich wurde Dworschak als Sportlicher Leiter eines Fitnessstudios tätig.